# Ukraińska Światowa Rada Spółdzielcza
Ukraińska Światowa Rada Spółdzielcza – utworzona w 1973 światowa emigracyjna organizacja ukraińskich spółdzielców.
Powstała na II Światowym Kongresie Wolnych Ukraińców.

## Organizacje należące do Rady
- Rada Ukraińskich Spółdzielni Australii (RUKA)
- Ukraińska Spółdzielcza Rada Kanady (UKRK)
- Centrala Ukraińskich Spółdzielni Ameryki (CUKA)

Według danych z 1973 związek jednoczył 74 organizacje spółdzielcze, liczących 80 tys. członków, wykazujących obrót w wysokości 150 mln $.

## Przewodniczący Rady
- W. Sytnyk (1973–1978)
- O. Płeszkewycz (1978–1993)
- D. Hryhorczuk (1993–1998)
- B. Łeszczyszyn (1998–2003)
- J. Skrypnyk (2003–2004}
- B. Kekisz (2004–2008)
- I. Laszok (2008–)